# Bitka pri Machiasu
Bitka pri Machiasu (11.–12. junij 1775) je bila zgodnja pomorska bitka v ameriški osamosvojitveni vojni, znana tudi kot Bitka za Margaretto, ki se je odvijala okoli pristanišča Machias, Maine.
Po izbruhu vojne so britanske oblasti za oskrbo vojakov, ki so bili pod obleganjem Bostona, zaprosile lojalističnega trgovca Ichaboda Jonesa. Dve njegovi trgovski ladji sta 2. junija 1775 prispeli v Machias, v spremstvu britanske oborožene ladje HMS Margaretta (včasih tudi Margueritta ali Marguerite), ki ji je poveljeval kadet James Moore. Meščani Machiasa niso odobravali Jonesovih namenov in so ga aretirali. Poskušali so aretirati tudi Moora, a je pobegnil skozi pristanišče. Meščani so zasegli eno od Jonesovih ladij, jo oborožili skupaj z drugo lokalno ladjo in odpluli Mooru naproti. Po kratkem spopadu je bil Moore smrtno ranjen, njegova ladja in posadka pa sta bili ujeti.
Prebivalci Machiasa so v bitki pri Machiasu leta 1777 zajeli dodatne britanske ladje in se borili proti veliki sili, ki je poskušala prevzeti nadzor nad mestom. Privatniki (pirati) in drugi, ki so delovali iz Machiasa, so ves čas vojne še naprej nadlegovali kraljevo mornarico.

## Footnotes
1. ↑  Drisko, pp. 29–30
2. ↑  Miller, p. 34 indicates that there were 14 casualties, not specifying dead or wounded. Combined with Drisko's report of 5 dead, we arrive at 9 wounded.
3. ↑  Drisko, p. 46, reports 2 killed and 3 wounded. Miller, pp. 33–34, apparently relying on better source material, reports 10 British dead.
4. ↑  Gratwick, Harry (10. april 2010). Hidden History of Maine. Arcadia Publishing Incorporated. str. 28–. ISBN 978-1-61423-134-9.
5. ↑  Abbot, Willis John (1. januar 1890). The Naval History of the United States (v angleščini). Peter Fenelon Collier.